# Menhir von Fixard

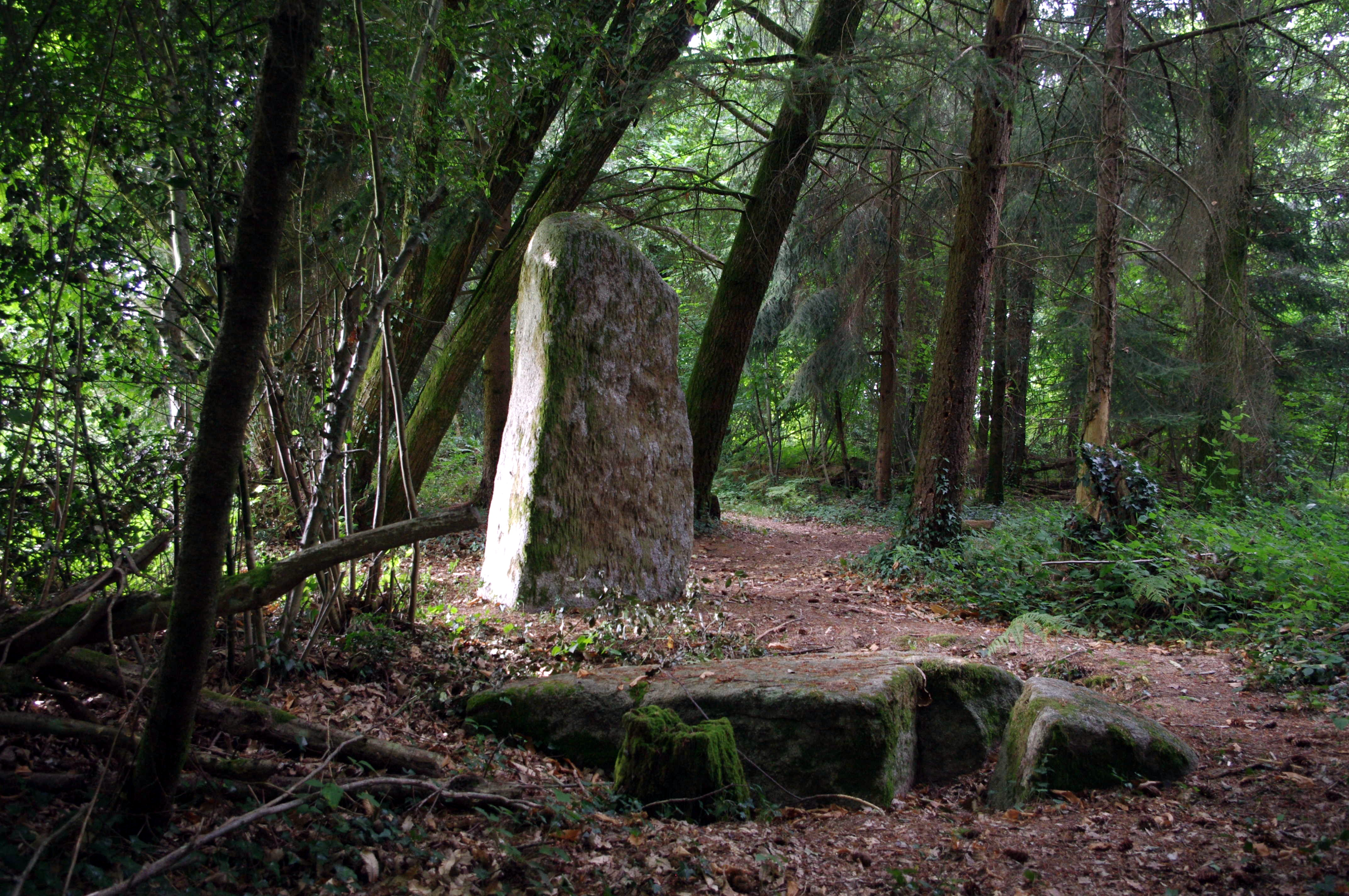
Menhir von Fixard

Der Menhir von Fixard steht nahe bei einem Aufschluss in einem Wald südlich von Fixard und nördlich von Saint-Estèphe bei Périgueux im Département Dordogne in Frankreich. Er gehört zu den seltenen Menhiren des Périgord.
Der neolithische Menhir ist aus Granit, soll über 10 Tonnen wiegen und einen Meter lief in der Erde begraben sein. Es ist etwa 2,4 m hoch, hat 1,1 m Durchmesser und eine phallische Form.